# إيجابية سامة

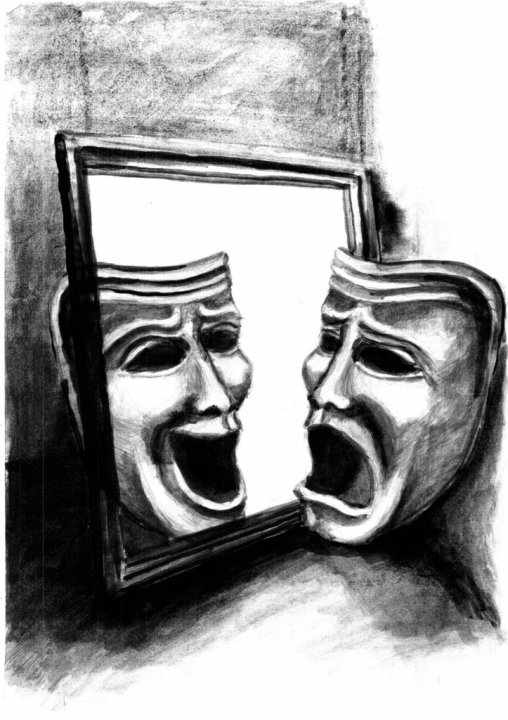
تتضمن الإيجابية السامة قدرة محدودة على الاعتراف بالغضب أو الحزن.

الإيجابية السامة (بالإنجليزية: Toxic positivity)‏ هي نهج مختلّ لإدار العواطف يحدث عندما لا يعترف الشخص بالمشاعر السلبية، وخاصة الغضب والحزن.

## تعريف
الإيجابية السامة هي "ضغط للبقاء متفائلًا بغض النظر عن مدى خطورة الظروف"، مما قد يمنع التأقلم العاطفي من خلال الشعور بمشاعر طبيعية. تحدث الإيجابية السامة عندما يعتقد الناس أنه يجب تجنب الأفكار السلبية حول أي شيء. حتى في الاستجابة للأحداث التي عادة ما تثير الحزن، مثل الخسارة أو المصاعب، يتم تشجيع الإيجابية كوسيلة للتعامل، ولكنها تميل إلى التغاضي عن التعبير الحقيقي ورفضه.

## علم النفس
من ناحية، الإيجابية السامة هي بناء في علم النفس حول كيفية التعامل مع المشاعر مبني على افتراض أن المشاعر الإيجابية والسلبية يجب أن تتوافق مع الموقف المناسب. ويعتبر هذا صحيا نفسيا. ومع ذلك، يتم انتقاد الإيجابية السامة لأنها تتطلب الشعور بالإيجابية طوال الوقت، حتى عندما يكون الواقع سلبيًا. في كتابها الصادر عام 2022 بعنوان (Bittersweet: How Sorrow and Longing Make Us Whole) "حلو ومر: كيف يجعلنا الحزن والشوق متكاملين"، تستكشف الكاتبة سوزان كين علاقة الإنسان بالحزن والألم والتعبير عنهما، وكيف يمكن تحويلهما إلى جمال وشفاء. وتصف "طغيان الإيجابية" أو "الإيجابية السامة" باعتبارها توجيهًا ثقافيًا مفاده أنه "بغض النظر عما يحدث، يجب علينا أن نرتدي وجهًا سعيدًا".

على الرغم من أن مفهوم التفاؤل غير الواقعي قد تم استكشافه بالفعل من قبل علماء النفس على الأقل في وقت مبكر من عام 1980، إلا أن مصطلح الإيجابية السامة ظهر لأول مرة في كتاب (The Queer Art of Failure)
للأمريكي جاك هالبرستام سنة 2011 ("... لإحداث ثغرات في الإيجابية السامة" للحياة المعاصرة."). ابتداءً من عام 2019 تقريبًا، أصبح مصطلح الإيجابية السامة موضوعًا لعدد أكبر من عمليات البحث على الإنترنت.

يُنظر إلى الإيجابية بشكل عام على أنها سلوك جيد ومفيد في معظم المواقف، لأنها تعكس التفاؤل والامتنان ويمكن أن تساعد في تخفيف الحالة المزاجية. تنشأ الإيجابية السامة من توقع غير واقعي بالحصول على حياة سعيدة تمامًا طوال الوقت. عندما لا يحدث هذا، "يمكن أن يشعر الناس بالخجل أو الذنب" لعدم قدرتهم على تحقيق الكمال المنشود. وعليه فإن الإيجابية تصبح سامة عندما يرفض الإنسان المشاعر السلبية حتى عندما تكون مناسبة.
قد يقوم الأشخاص الذين لديهم حاجة مستمرة للتجارب الإيجابية بوصم مشاعرهم السلبية عن غير قصد، مثل الاكتئاب، أو قمع الاستجابات العاطفية الطبيعية، مثل الحزن أو الندم أو التوتر. إن قبول المشاعر السلبية يمكن أن يجعل الشخص أكثر سعادة وصحة بشكل عام. يرى بعض المؤلفين، مثل كيمبرلي هارينغتون، أن الإيجابية السامة هي شكل من أشكال التلاعب العاطفي الشخصي. تعتقد هارينغتون أنه من الجيد أن تكون "حزينًا عندما تكون حزينًا، وغاضبًا عندما تكون غاضبًا" وأن تشعر تمامًا "بقوس قزح من المشاعر".
تعتبر المواقف التي لا يمكن السيطرة عليها والتي يمكن السيطرة عليها من العوامل المهمة في تحديد الإيجابية. إذا كان الوضع تحت السيطرة، فإن التفكير الإيجابي المصطنع يمكن أن يحبط قدرة الشخص على إصلاح الوضع السلبي. العامل المحدد الآخر هو موقف الشخص تجاه السعادة والذي قد يمنع الاستجابة المثلى للتجارب السلبية الحتمية التي تجلبها الحياة. وتصبح الإيجابية سامة مع عدم القدرة على فحص أخطاء الماضي وإصلاحها. إن التغاضي عن الأخطاء الحتمية بثقة مبالغ فيها أمر غير مفيد لأنه يمنع التعلم من الأخطاء. قد تؤدي وسائل التواصل الاجتماعي مثل لينكد إن أو إنستغرام أو فيسبوك إلى تفاقم المشكلة لأنها غالبًا ما تؤكد على التجارب الإيجابية ولا تشجع على التعامل مع الجوانب السلبية التي لا مفرّ منها.
يمكن للإيجابية السامة أن تجعل المرء يتمسك بزواج غير سعيد، لكن الأبحاث تظهر أن الأزواج غير السعداء هم أكثر عرضة بنسبة 3 إلى 25 مرة للإصابة بالاكتئاب السريري .
اقترح منتقدو علم النفس الإيجابي أنه يتم وضع أهمية كبيرة على "التفكير المتفائل، مع تنحية التجارب الصعبة جانبًا". أخيرًا، من خلال عدم السماح بالمشاعر السلبية، قد تؤدي الإيجابية السامة إلى عواقب جسدية، مثل أمراض القلب والأوعية الدموية والجهاز التنفسي.
مفهوم "التفاؤل المأساوي" (tragic optimism)، وهي عبارة صاغها عالم النفس الوجودي الإنساني والناجي من الهولوكوست فيكتور فرانكل، تم اقتراحه كترياق.